# Портрет Фёдора Григорьевича Гогеля
«Портрет Фёдора Григорьевича Гогеля» — картина Джорджа Доу и его мастерской из Военной галереи Зимнего дворца.
Картина представляет собой погрудный портрет генерал-майора Фёдора Григорьевича Гогеля из состава Военной галереи Зимнего дворца.
С начала Отечественной войны 1812 года полковник Гогель был шефом 5-го егерского полка и командовал 3-й бригадой 26-й пехотной дивизии, за отличие в Бородинском сражении произведён в генерал-майоры, далее он отличился в сражениях при Вязьме и Красном. В Заграничных походах 1813—1814 годов отличился при осаде Гамбурга.
Изображён на фоне древесной кроны в генеральском мундире егерских полков, введённом в 1811 году, на плечи наброшена шинель, на эполете заметны цифры «26», являющиеся дивизионной шифровкой. Эполеты изображены с ошибкой — показаны генеральские эполеты образца середины 1820-х годов, однако на них дивизионную шифровку писать было не положено, и сами эти эполеты должны были носиться на общегенеральском мундире, а не на полковом. Кроме того, Гогель с 1816 года командовал 27-й пехотной дивизией, а в 1817 году возглавил 28-ю пехотную дивизию (которая в 1820 году была переименована в 20-ю), поэтому указание на эполете на 26-ю пехотную дивизию к моменту написания портрета было совершенно неактуальным.
Слева на груди звезда ордена Св. Анны 1-й степени; на шее крест ордена Св. Владимира 3-й степени; по борту мундира крест прусского ордена Пур ле Мерит; справа на груди крест ордена Св. Георгия 4-го класса и серебряная медаль «В память Отечественной войны 1812 года» на Андреевской ленте. Нагрудный крест ордена Св. Георгия изображён ошибочно, вместо него должен быть шейный крест этого ордена 3-го класса, которым Гогель был награждён за отличие при осаде Гамбурга. Также вместо шейного креста ордена Св. Владимира 3-й степени должны быть шейный крест и нагрудная звезда этого ордена 2-й степени — Гогель получил его в 1813 году. Подпись на раме: Ѳ. Г. Гогель 2й, Генералъ Маiоръ.
7 августа 1820 года Комитетом Главного штаба по аттестации Гогель был включён в список «генералов, заслуживающих быть написанными в галерею» и 10 февраля 1822 года император Александр I приказал написать его портрет. Гонорар Доу был выплачен 16 октября 1826 года и 22 апреля 1828 года. Готовый портрет был принят в Эрмитаж 26 апреля 1828 года. Поскольку предыдущая сдача готовых портретов в Эрмитаж состоялась 21 января 1828 года, то галерейный портрет Гогеля можно считать исполненным между этими датами. Однако Гогель скончался в апреле 1827 года в Киевской губернии и неизвестно, позировал ли он сам художнику или Доу воспользовался при написании галерейного портрета прототипом. Возможный портрет-прототип современным исследователям неизвестен.
В 1840-е годы в мастерской И. П. Песоцкого по рисунку В. Долле с портрета была сделана литография, опубликованная в книге «Император Александр I и его сподвижники» и впоследствии неоднократно репродуцированная.